# Ogham
Die Ogham-  oder  (altirisch) Ogam-Schrift (mittelirisch ['ɔɣəmˠ], neuirisch [ˈoː(ə)mˠ]) wurde in Irland und einigen westlichen Teilen Britanniens bzw. Schottlands (Schottisch-Gälisch Oghum) vorwiegend vom 5. bis 7. Jahrhundert dazu benutzt, an den Kanten von Oghamsteinen oder auf anderem Trägermaterial kurze Texte, in den meisten Fällen Personennamen, anzubringen. Der Name der Schrift weist starke etymologische Parallelen zu Ogma oder Ogmios auf, dem altirischen Gott der Redekunst. Ob dieser Gott jedoch der Namensgeber der Schrift ist oder ob die Volksetymologie den Bezug im Nachhinein herstellte, konnte bisher nicht geklärt werden.

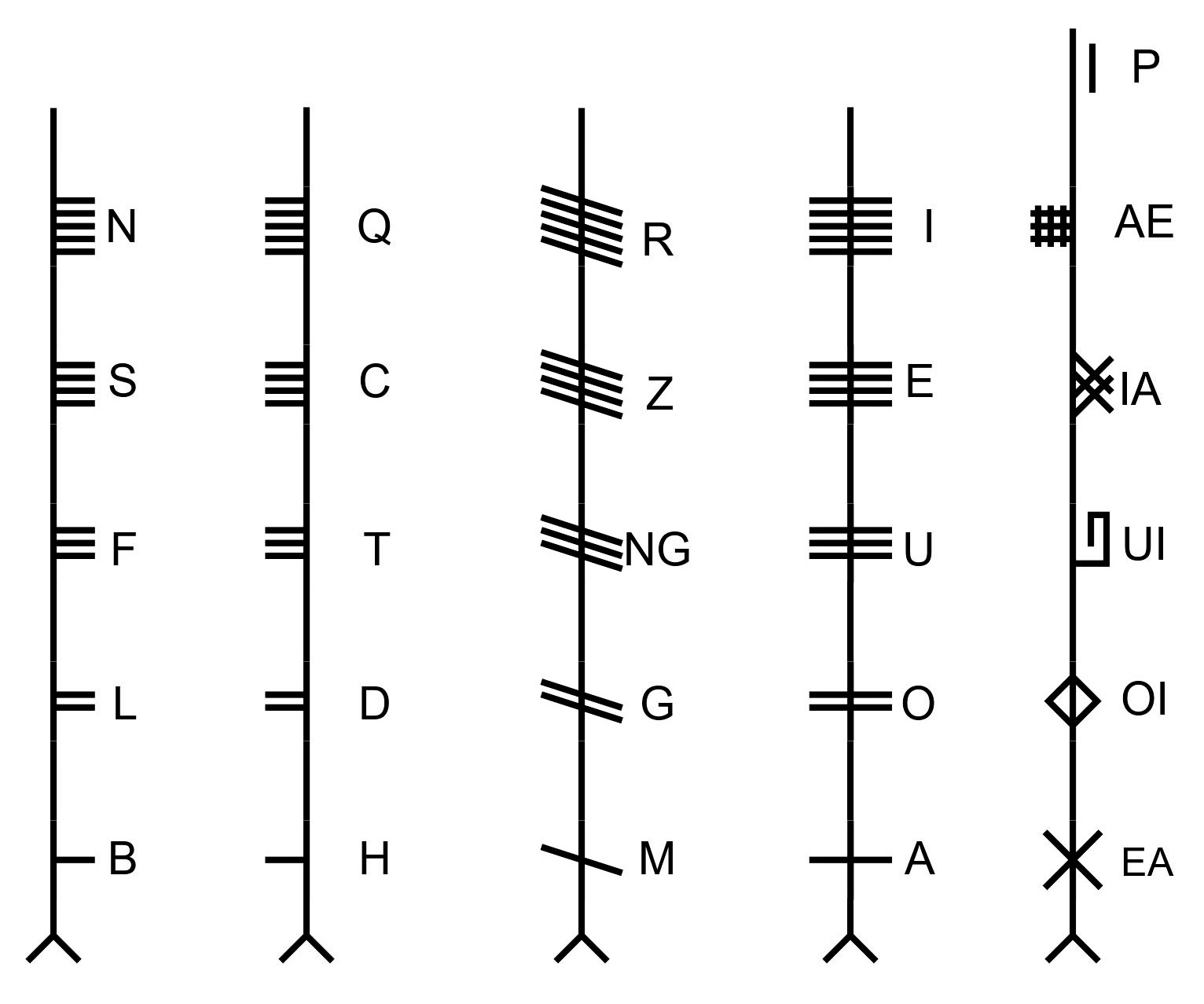
Alle 20 Ogham-Zeichen in ihren vier Zeichenfamilien (aicmi) sowie sechs spätere Zusatzzeichen (forfeda)

## Beschreibung der Ogham-Schrift
Die Ogham-Schrift bestand ursprünglich aus 20 Zeichen, die im Altirischen feda (Singular fid) genannt wurden. Diese 20 Zeichen wurden in vier Zeichenfamilien, altirisch aicmi (Singular aicme) genannt, zu jeweils fünf Zeichen zusammengefasst. In den Jahrhunderten nach dem Höhepunkt der Ogham-Verwendung wurden noch verschiedene Zusatzzeichen, die im Altirischen als forfeda (Singular forfid) bezeichnet werden, hinzugefügt. Auch ihre äußere Form weist auf eine spätere Hinzufügung hin. Sie wurden in einer eigenen Zeichenfamilie zusammengefasst. Dabei wurden die beiden Forfeda ᚕ (für EA und K) und ᚖ (für OI und TH [θ]) relativ früh hinzugefügt. Diese Forfeda sollten im Altirischen (etwa 600 – 900 n. Chr. gesprochen) Laute abdecken, die im urtümlichen Irisch (Verwendung etwa vor 600 n. Chr.) noch nicht vorhanden waren. Außer dem häufigeren Forfid ᚕ gibt es für die anderen Forfeda, abgesehen von literarischen Erwähnungen (zum Beispiel Auraicept na nÉces) jeweils nur höchstens zwei sichere Vorkommen in ursprünglichen Ogham-Inschriften.
Die ursprünglichen 20 Zeichen sind aus je einem bis zu fünf Strichen zusammengesetzt. Die Ogham-Zeichen der Zeichenfamilie mit den Selbstlauten werden oft auch durch Punkte direkt auf der Linie dargestellt. Jedes Zeichen ist an einer Stammlinie angeordnet. Die eckigen Kanten der Ogham-Steine bildeten eine natürliche Stammlinie. Die Schreib- und Leserichtung erfolgte von unten nach oben. Bei den Abbildungen in der Literatur (auch in der Tabelle unten) entspricht dies der Leserichtung von links nach rechts. Diese Linie wird in Handschriften auch mit ᚛       ᚜ dargestellt. Somit entsprechen zum Beispiel bei waagrechter Darstellung die Striche unterhalb der Stammlinie denen rechts der Stammlinie bei senkrechter Darstellung des Textes. Für die senkrechte Darstellung wird die waagrechte Stammlinie mit den Ogham-Zeichen somit um 90 Grad gegen den Uhrzeigersinn gedreht.
Bei den Bezeichnungen (siehe Tabelle unten) werden die altirischen Wortformen verwendet. Die Bedeutungen der altirischen Bezeichnungen stimmen oft nicht mit den überlieferten Pflanzennamen überein, wie sie in der Tradition von mittelalterlichen Handschriften, so auch im Auraicept na nÉces, überliefert werden. Diese nicht übereinstimmenden Bezeichnungen sind in der unteren Auflistung dann gesondert vermerkt. Gemäß der irischen Überlieferung werden alle Zeichen nach Bäumen und Pflanzen benannt. Fälschlicherweise ist in heutiger Literatur oft nur von Baumnamen die Rede.
| Zeichen                         | Altirischer Name des Zeichens | Lateinische Übertragung | Lautwert                    | Deutsche Übersetzung des Namens                                                                                          |         |
| B-Aicme                         | B-Aicme                       | B-Aicme                 | B-Aicme                     | B-Aicme | B-Aicme |
| ------------------------------- | ----------------------------- | ----------------------- | --------------------------- | --- | ------- |
|                                 | Beithe                        | B                       | [b]                         | Birke |         |
|                                 | Luis                          | L                       | [l]                         | altirisches Wort für Flamme oder Kraut, Tradition überliefert Eberesche                                                  |         |
|                                 | Fern                          | F, V, W                 | [f], [v], [w]               | Erle |         |
|                                 | Sail                          | S                       | [s]                         | Weide |         |
|                                 | Nin                           | N                       | [n]                         | altirisches Wort für Astgabel und Gabel, in der Tradition Esche überliefert                                              |         |
| H-Aicme                         |                               |                         |                             | |         |
|                                 | Huath, Úath                   | H                       | [h]                         | altirisches Wort für Furcht, Schrecken, in der Tradition Weißdorn überliefert                                            |         |
|                                 | Dair                          | D                       | [d]                         | Eiche |         |
|                                 | Tinne                         | T                       | [t]                         | altirisches Wort für Furcht, Schrecken; in der Tradition Stechpalme überliefert                                          |         |
|                                 | Coll                          | C                       | [k]                         | Haselnussstrauch |         |
|                                 | Cert, Quert                   | Q                       | [kw]                        | Wortbedeutung unsicher, in der Tradition Apfelbaum überliefert                                                           |         |
| M-Aicme                         |                               |                         |                             | |         |
|                                 | Muin                          | M                       | [m]                         | altirisches Wort bedeutet sowohl Hals als auch List sowie Zuneigung u. a., die Tradition überliefert Weinrebe, Weinstock |         |
|                                 | Gort                          | G                       | [g]                         | Wort bedeutet Feld, als Pflanzenname wird Efeu überliefert                                                               |         |
|                                 | Gétal                         | GG, NG                  | [gw] und [ŋ]                | altirisches Wort bedeutet Tötung, Mord; die Tradition überliefert Ginster                                                |         |
|                                 | Straif                        | Z                       | [ts], [st], [sw]            | Wort bedeutet Schwefel, nach der Pflanzentradition Schwarzdorn, Schlehe                                                  |         |
|                                 | Ruis                          | R                       | [r]                         | altirisches Wort für Röte, in der Tradition Holunder überliefert                                                         |         |
| A-Aicme                         |                               |                         |                             | |         |
|                                 | Ailm                          | A                       | [a]                         | Kiefer, Föhre |         |
|                                 | Onn                           | O                       | [o]                         | altirisches Wort für Esche, als Pflanzenname jedoch Stechginster überliefert                                             |         |
|                                 | Ur                            | U                       | [u]                         | Wort bedeutet Erdboden, Erde, Lehm; Tradition überliefert Heidekraut                                                     |         |
|                                 | Edad                          | E                       | [e]                         | Wortbedeutung unbekannt, Tradition überliefert Espe                                                                      |         |
|                                 | Idad                          | I                       | [i]                         | Eibe |         |
| Forfeda (spätere Zusatzzeichen) |                               |                         |                             | |         |
|                                 | Ebhadh                        | EA, ÉO, K               | [ea], [eo], [k]             | Bedeutung des alitirischen Wortes unbekannt, nach der Tradition Espe                                                     |         |
|                                 | Oir                           | OI, ÓE, TH              | [ɔɪ̯], [oe], [θ]             | altirisches Wort für Gold, gemäß Tradition Spindelstrauch, Pfaffenhütchen oder Efeu                                      |         |
|                                 | Uilleand                      | UI, ÍA                  | [ui], [ia]                  | uilleand – altirisch 2334: Ellbogen, in der Tradition Geißblatt                                                          |         |
|                                 | Iphin                         | IA, IO, ÚA, UI, P       | [ia], [io], [ua], [ui], [p] | Stachelbeere oder Stachel, Dorn                                                                                          |         |
|                                 | Eamhancholl                   | AE, X                   | [æ], [ks]                   | Zaubernuss |         |
|                                 | Peith                         | P                       | [p]                         | gemäß Beithe analog ohne jegliche Wortbedeutung gebildet                                                                 |         |

## Texte

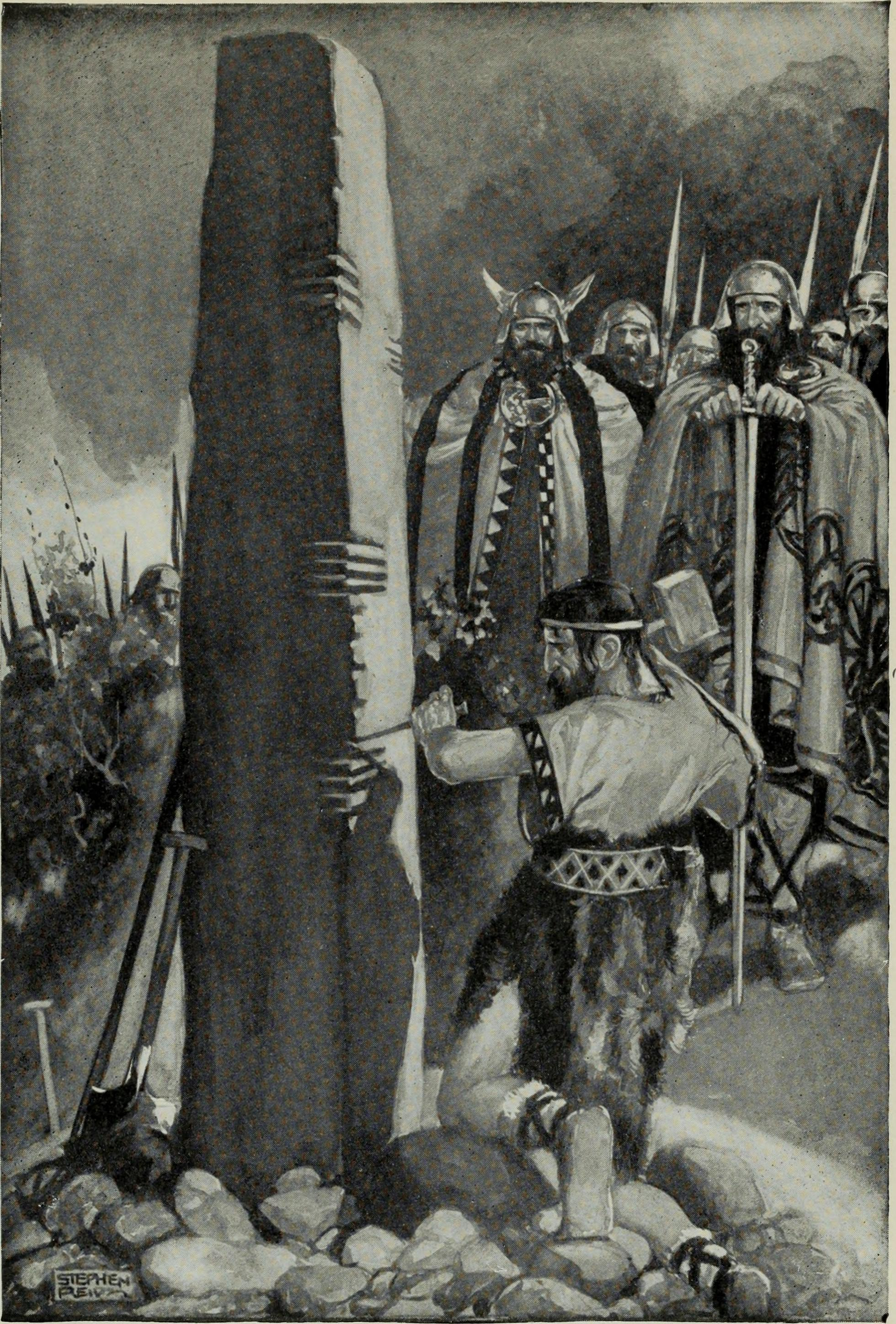
Einschlagen von Oghamzeichen in eine Steinsäule – 1911 veröffentlichte Zeichnung des irischen Illustrators und Malers Stephen Reid (1873–1948), in: Myths & Legends of the Celtic Race von T. W. Rolleston (1857–1920), S. 288

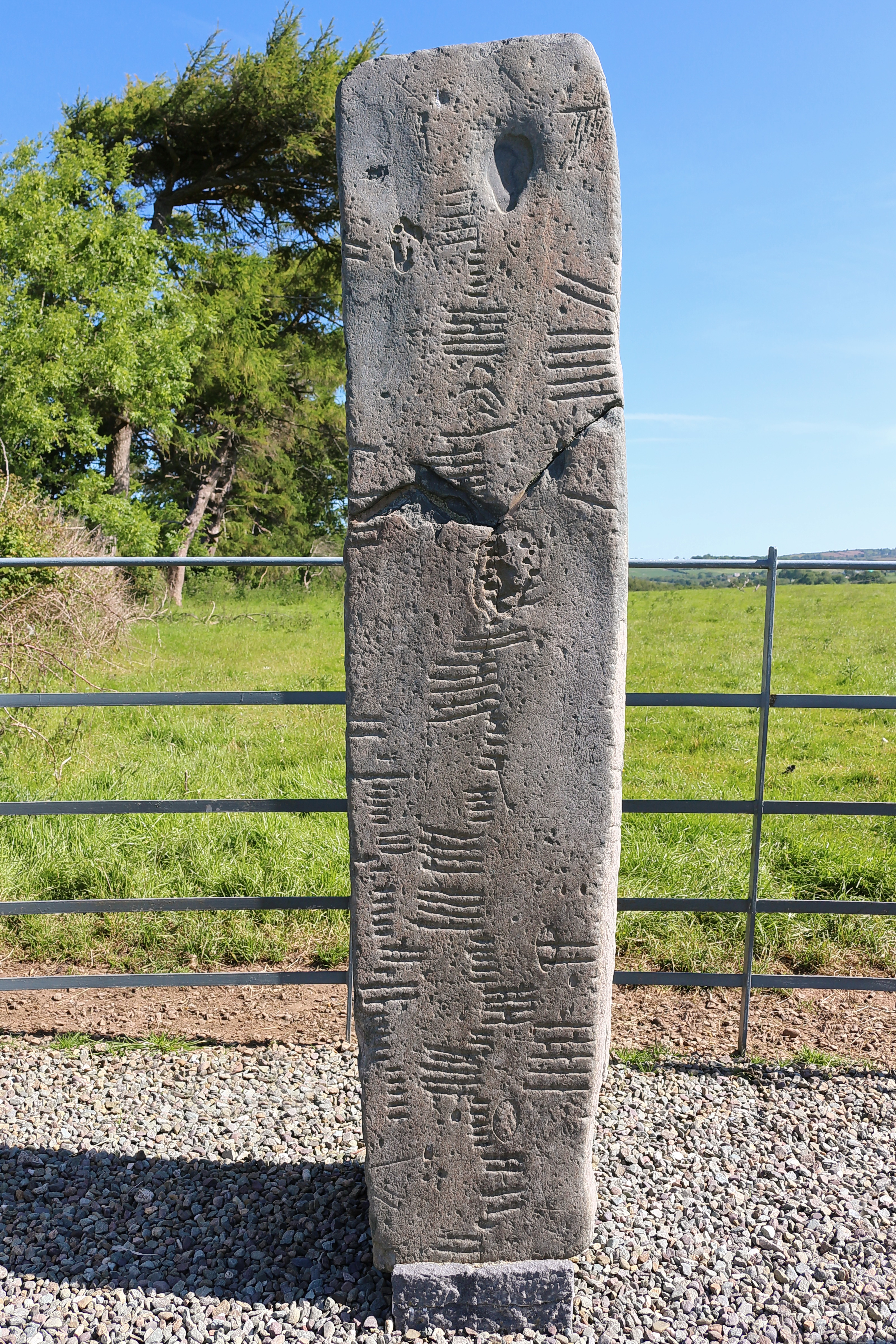
Dunloe-Stein 1, Grafschaft Kerry, Irland; Höhe 2,05 m, 500 n. Chr.

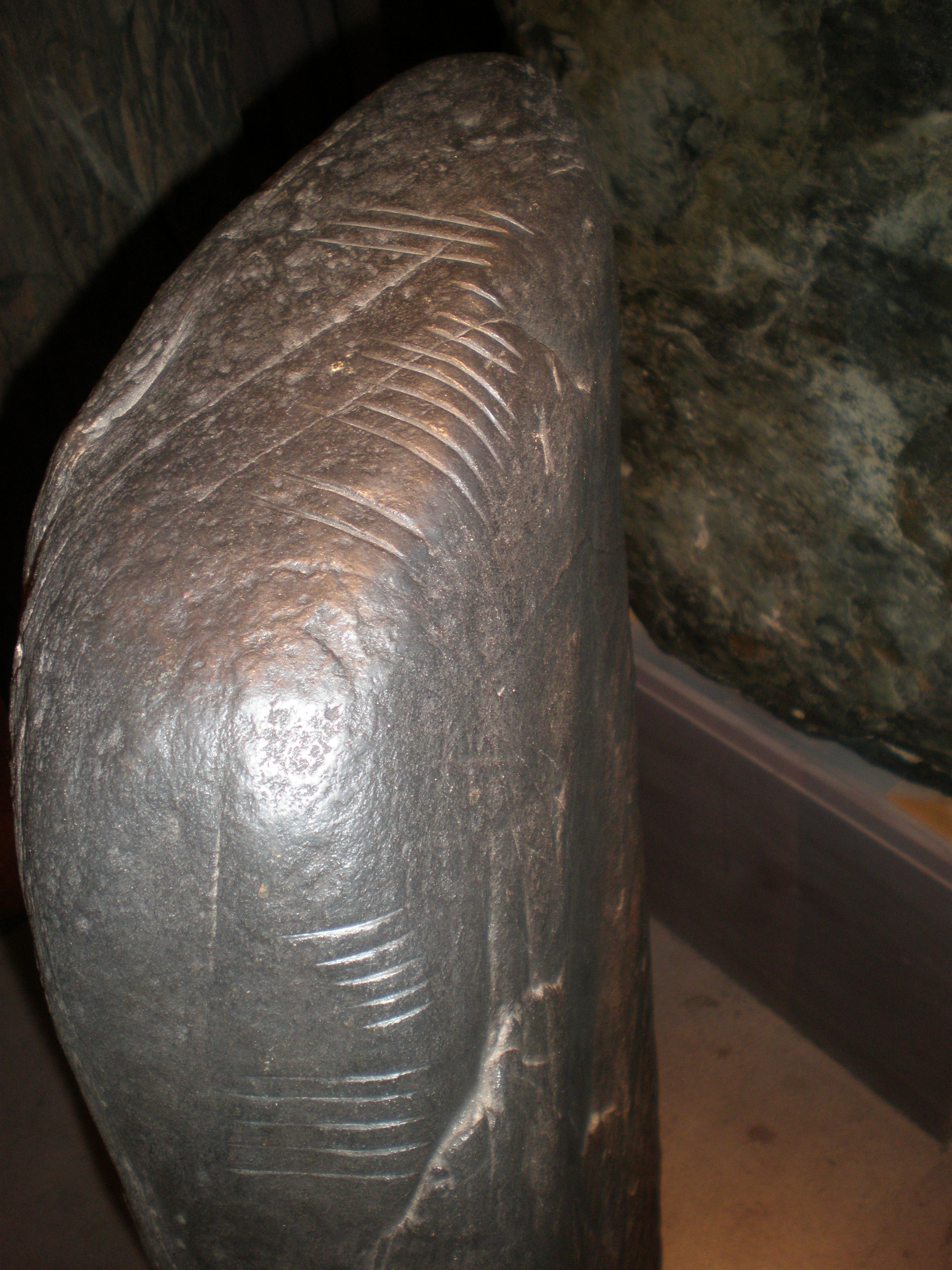
Ballaqueeney-Stein I, Insel Man, 520 n. Chr.

Der eingeritzte Name wurde stets im Genitiv angegeben, um den Bezug des Steins zur Person zu kennzeichnen („Dies ist der Stein des …“). Nicht vollständig geklärt ist bisher, was die Steine letztlich kennzeichnen sollten. Entweder zeigten sie den Landbesitz an oder waren, was wahrscheinlicher ist, Grabmal der bezeichneten Person. Nach einem mittelirischen (also wesentlich späteren) Text wird Etarcomol begraben und an seinem Grab ein Stein mit Oghamschrift aufgestellt. Ein weiteres Beispiel ist ein Ogham-Stein in Arraglen (County Kerry), der neben einem Tatzenkreuz die Inschrift „Rónán der Priester, Sohn des Comgán“ trägt.
Die Schrift läuft von unten nach oben und gegebenenfalls auf der anderen Seite wieder nach unten. Die meisten Namen sind in urtümlichem Irisch (vor etwa 600 n. Chr.), also der Sprachstufe vor dem Altirischen gehalten. Seltener, und vor allem in Wales, sind die Inschriften zweisprachig: Irisch-Latein. Auf einigen Steinen befinden sich auch Runeninschriften oder Kreuze. Bisweilen sind den Namen knappe Kommentare beigefügt. So wurden je ein Abt, ein Bischof und ein Priester erwähnt. Das Wort für Priester erscheint in der Form QRIMITIR (Genitiv von *QRIMITER < Latein presbyter; vgl. altirisch cruimther). Dies wirft die Frage auf, inwieweit Ogham als „heidnisches“ Schrifttum anzusehen ist. Die Forschung ist sich in diesem Punkt nicht einig. Die Ogham-Schrift wurde anhand einer Aufzeichnung im um 1400 entstandenen „Leabhar Bhaile an Mhóta“ („Das Buch von Ballymote“) entziffert. Mit Kreuzen versehene Oghamsteine liefern widersprüchliche Hinweise, da Kreuz und Oghamzeichen sich manchmal (fast oder ganz) überlagern, ohne dass festzustellen wäre, welche „Felsritzung“ die ältere ist. Einen klareren Hinweis gibt möglicherweise ein Stein bei Ballyferriter auf der Dingle-Halbinsel, auf dem einer der Oghamstriche offenbar absichtlich kurz gehalten wurde, um das (bereits vorhandene?) Kreuz nicht zu beschädigen. Ein solches Beispiel ist der Priest Stone (östlich von Dingle). Aus Nordirland sind nur zwei Oghamsteine, beide ohne christliche Symbole, bekannt. In Schottland existieren Oghaminschriften in nicht zu entziffernder piktischer Sprache.
Beispiel für eine Inschrift:
| ᚉᚑᚔᚂᚂᚐᚁᚑᚈᚐᚄᚋᚐᚊᚔᚉᚑᚏᚁᚔ | COILLABOTAS MAQI CORBI |
| ᚋᚐᚊᚔᚋᚑᚉᚑᚔᚊᚓᚏᚐᚔ       | MAQI MOCOI QERAI       |

Daraus ergibt sich dann: „(Der Stein von) Coílub, Sohn von Corb, Sohn (Abkömmling des Stammes) der Ciarraige“. Die hier erwähnten Ciarraige sind im Namen der Grafschaft Kerry verewigt.

## Ursprünge
Das Oghamsystem stellt kein eigenständiges Alphabet dar. Die Zuordnung der Zeichen ist höchstwahrscheinlich eine Codierung eines der den damaligen Kelten bekannten Alphabete, also entweder des lateinischen oder griechischen Alphabets. Versuche, das Alphabet auf die germanischen Runen zurückzuführen, konnten nicht überzeugen. Die Zeichen wurden wohl aus den auf den britischen Inseln seit der Altsteinzeit belegten Zählhölzern (engl. tally sticks) abgeleitet (vgl. Abbildung in). Mit deren Hilfe wurden Gegenstände (meist wohl Handelswaren) in 20er Gruppen gezählt. Auch die Oghamzeichen sind in vier Gruppen zu je fünf (also 20) geordnet. Zudem gibt es starke graphische Parallelen zwischen beiden Zeichensystemen. Die einzelnen Buchstaben werden mit Baumnamen bezeichnet, die mit dem zugehörigen Laut beginnen.
Im Lebor Gabála Érenn, einem Sammelwerk der keltischen Mythologie Irlands aus dem 9. Jahrhundert, wird die Erfindung des Ogham-Alphabets dem legendären skythischen König Feinius Farsaidh zugeschrieben.

## Verbreitung
Oghaminschriften werden in den meisten Countys in Irland gefunden, aber es gibt eine Konzentration in den Countys Cork, Kerry und Waterford. Kerry hat etwa 1/3 des Gesamtaufkommens und innerhalb Kerrys hat die Baronie Corca Dhuibhne auf der Dingle-Halbinsel mit etwa 60 Oghamsteinen die höchste Konzentration. Außerhalb Irlands finden sich Oghamsteine in Bereichen, in denen die Iren siedelten, wie Cornwall und Devon, die Isle of Man, Schottland und Wales, obwohl allerdings die meisten schottischen Oghamsteine piktischen Ursprungs zu sein scheinen. Die Verteilung der Inschriften scheint darauf hinzuweisen, dass die Praxis im Südwesten Irlands entstand. Auch die Tatsache, dass hier spätere Inschriften in großer Zahl gefunden wurden, deutet darauf hin, dass dieser Bereich bis zum Ende der Tradition eine Anlaufstelle für Ogham blieb.
Der physische Zustand der Oghaminschriften variiert beträchtlich. Dies wird häufig durch die Wiederverwendung von Oghamsteinen in Souterrains oder anderen Konstruktionen verursacht. Tatsächlich stammen über 40 % der gesamten in Irland gefundenen Oghamsteine aus Souterrains, dies besonders häufig im County Cork. Mehr als 40 % der Oghamsteine werden in der Nähe von Kirchen gefunden, wobei es schwierig festzustellen ist, ob die Fundstellen original sind.

## Ogham-Inschriften auf Kleinfunden

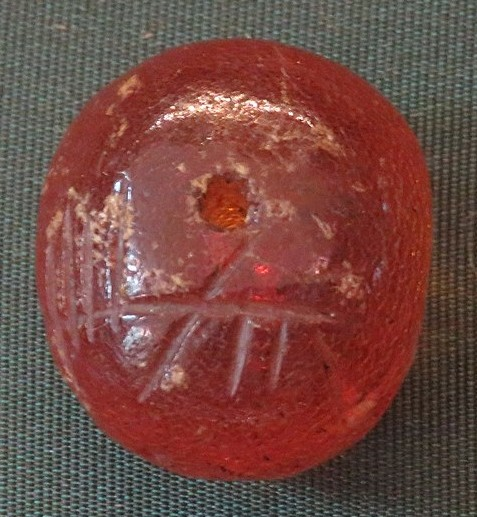
Ennis-Perle aus dem 5. bis 7. Jahrhundert

Die etwa 400 bekannten Ogham-Inschriften finden sich fast ausschließlich auf Steinsäulen und Steinplatten. Kleinfunde sind selten; in der Ogham-Fachliteratur werden nur elf kleine Objekte erwähnt, vorwiegend Alltagsgegenstände: in Irland der Dublin-Castle-Kamm, die Ballyspellan-Fibel, der Ballinderry-Würfel, die Ennis-Perle, die Kilgulbin-Hängeschüssel und der Tullycommon-Knochen, in Schottland das Bac-Mhic-Connain-Messer, das Gurness-Messer, das Bornais-Knochenplättchen und der Buckquoy-Spinnwirtel sowie in England der Weeting-Messergriff.

## Ogham-Einträge in Manuskripten

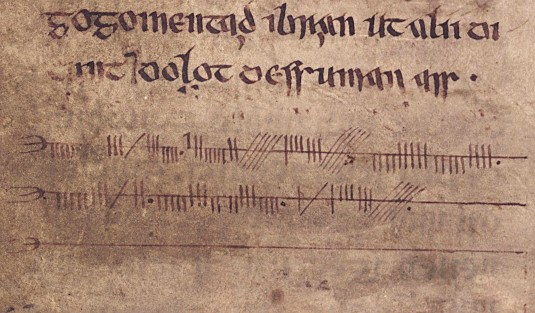
Inisfallen-Ogham-Text: „Geld ist geehrt, ohne Geld ist niemand geliebt.“

Einträge in Ogham-Schrift sind auch in mittelalterlichen Handschriften überliefert. Der älteste erhaltene längere Eintrag überhaupt ist die Berner Ogham-Zeichenübersicht (etwa 800 n. Chr.). Aus etwa der gleichen Zeit stammt die Ogham-Unterschrift im Stowe Missal, einem irischen Messbuch. Die Ogham-Marginalien im Codex Sangallensis 904 (9. Jahrhundert) zeigen die ältesten Ogham-Manuskripteinträge als ganze Wörter und Wendungen. Weitere Beispiele für Ogham-Einträge in mittelalterlichen Manuskripten sind die Vatikan-Ogham-Zeichenreihe (12. Jahrhundert) und der Inisfallen-Ogham-Text (nach 1193).

## Historiolinguistische Bedeutung
Aus historiolinguistischer Sicht sind die Oghamsteine von besonderer Bedeutung für die Beurteilung der Entstehung des Altirischen. Sie entstanden in der Zeit, in der sich die für das Irische typischen Merkmale wie Anlautmutationen, Apokope (Endsilbenwegfall), Synkope (Binnensilbenwegfall), Palatalisierung usw. ausbildeten. Sie bilden damit einerseits den Gesamtkorpus für die Sprachstufe des so genannten urtümlichen Irisch und andererseits eine (indirekte) Brücke zwischen dem Altirischen und den festlandkeltischen Sprachen.
Oghamsteine sind in Listen erfasst. CIIC bedeutet: „Corpus Inscriptionum Insularum Celticarum“ und umfasst nach R. A. S. Macalister jene Inschriften, die bereits in den 1940er Jahren bekannt waren. Die Nummern reichen von 1 bis 507, einschließlich lateinischer und runischer Inschriften, mit drei zusätzlichen, die 1949 hinzugefügt wurden. Ein weiteres Nummernschema ist das CISP. Bedeutet: „Celtic Inscribed Stones Project“. Sabine Ziegler listet 344 gälische Ogham-Inschriften auf, die auch Macalister (in Irland und auf der Isle of Man) bekannt waren, und fügt sieben später entdeckte hinzu. Die Inschriften lassen sich in „orthodox“ und „scholastisch“ unterteilen. „Orthodoxe“ Inschriften stammen aus der urtümlichen irischen Zeit und enthalten den Namen einer Person, als Kenotaph, Grabstein oder dokumentieren Landbesitz. „Scholastische“ stammen aus dem Mittelalter und reichen bis in die Neuzeit.

## Historische Verwendung
Die Schrift diente nicht zur Aufzeichnung von Mythen, Sagen oder gar „keltischen“ Überlieferungen. Schwierig zu deuten sind jedoch Hinweise in den altirischen Sagen auf die Verwendung der Oghamschrift in magischen Zusammenhängen, beispielsweise der Gefahrenabwehr. Zudem ist in den Sagen bisweilen die Rede davon, dass Nachrichten in Oghamschrift in Holz geritzt von Boten übertragen wurden, doch konnte dies bisher archäologisch nicht belegt werden.
Die Schrift wurde im Laufe der Jahrhunderte immer wieder genutzt und im Mittelalter wegen Lautveränderungen und Anpassungen an die lateinische Sprache um verschiedene Zusatzzeichen („Forfeda“, Singular „Forfid“) erweitert.

## Verwendung in neuerer Zeit bis heute

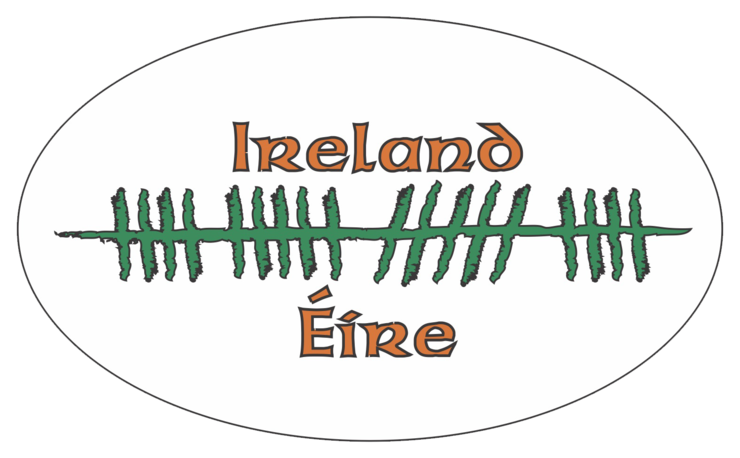
Irische Bezeichnung Éire für Irland in Ogham-Schrift auf Autoaufkleber

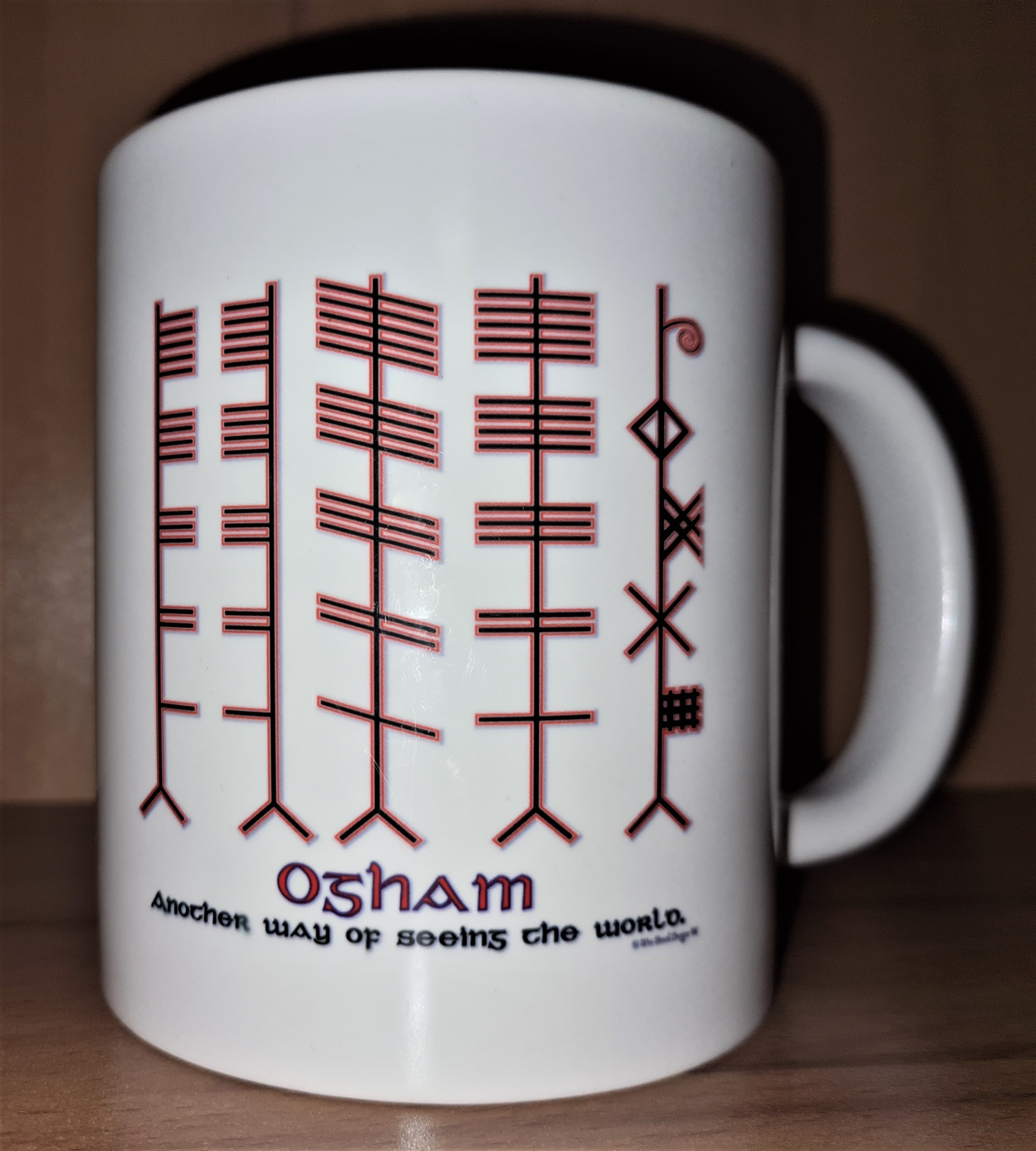
Tasse mit den 20 ursprünglichen Ogham-Zeichen und den fünf wichtigsten späteren Zusatzzeichen (forfeda genannt)

Auch in neuerer Zeit (so der Mount-Callan-Stein und der Ahenny-Stein) bis in die jüngste Zeit hinein (zum Beispiel Kalksteinbank in Ramelton und Ogham-Stein in Lifford) wird die Ogham-Schrift verwendet. Die irische Schulstiftung Edmund Rice Schools Trust verwendet in ihrem Logo Ogham-Zeichen für die Namensbezeichnung.
Auch auf Tragetaschen, Ringen, Anhängern von Halsketten, Bekleidungsstücken (vor allem T-Shirts), Buchumschlägen, Autoaufklebern, Wandschmuck, Tassen und vielen anderen Alltagsgegenständen finden die Ogham-Zeichen Verwendung. Dies geschieht unter anderem sowohl aus Modegründen als auch aus emotionaler Verbundenheit zur irischen Kultur und irischen Geschichte.
Ebenso verwenden Neuheiden die Ogham-Zeichen für das im 20. Jahrhundert entwickelte keltische Baumhoroskop.

## Unicode
In Unicode ist Ogham im Unicode-Block Ogam unter U+1680 bis U+169F kodiert. Enthalten sind die Buchstaben in der Schriftart Deja Vu oder in Segoe UI (Windows 7/8) Symbol bzw. Segoe UI Historic (Windows 10).
Eine Besonderheit der Schrift ist, dass sie als einzige in Unicode codierte Schrift bei einem Leerzeichen auch eine visuelle Markierung trägt, da die Kante eines Steins natürlich trotzdem existiert.